# Muzeul Arheologic Regional din Siracuza
Muzeul Arheologic Regional „Paolo Orsi” din Siracuza, Sicilia, este unul dintre principalele muzee arheologice din Europa.

## Istorie

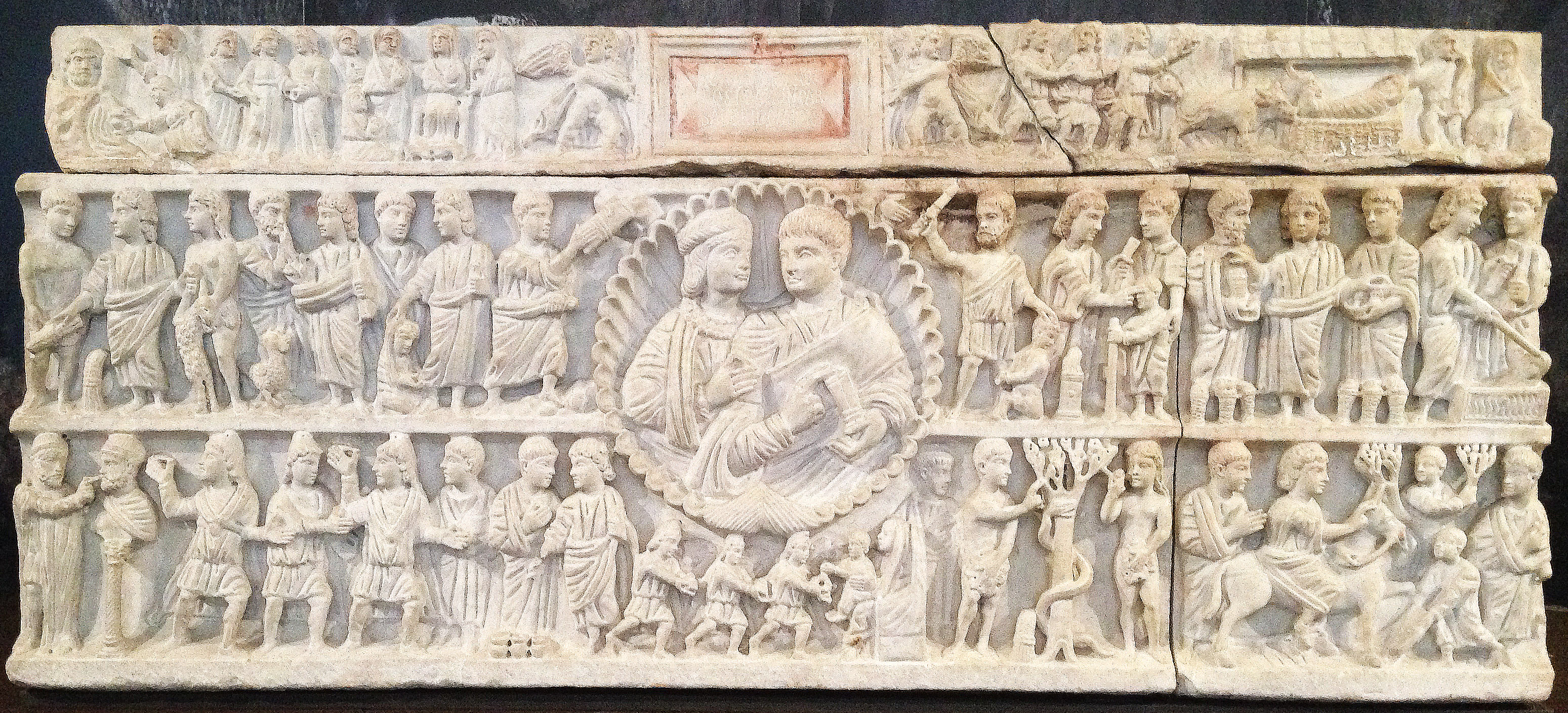
Sarcofagul din Adelfia, una dintre cele mai faimoase lucrări ale Muzeului Arheologic Regional din Syracuse

În 1780, episcopul Alagona a inaugurat Muzeul Seminarului care a fost transformat în Muzeul Civic de lângă casa Arhiepiscopului în 1808. Ulterior, un decret regal din 17 iunie 1878 a sancționat nașterea Muzeului Național de Arheologie din Syracuse, care a fost inaugurat în 1886, în vechea sa locație din piața catedralei.
Din 1895 până în 1934, Paolo Orsi a condus muzeul, dar numărul tot mai mare de atefacte noi necesită o extindere în grădina Villa Landolina. Noul spațiu, proiectat de arhitectul Franco Minissi, a fost inaugurat în ianuarie 1988, cu două etaje de 9.000 de metri pătrați. Inițial, doar un singur etaj a fost deschis publicului.
În 2006 a fost inaugurată o nouă expoziție la etajul superior, dedicată perioadei clasice, dar alte spații au rămas neutilizate.
În 2014, în cele din urmă, o extindere mai mare a permis deschiderea publicului pentru Sarcofago de Adelfia și alte artefacte găsite în catacombele din Siracuza.

## Muzeu
Muzeul conține artefacte preistorice, grecești și romane găsite în siturile arheologice din orașul Syracuse și din alte centre din Sicilia. Spațiul este împărțit în patru sectoare (A-D) și o zonă centrală care explică pe scurt structura camerelor din interiorul muzeului și istoria sa.
Sectorul A este dedicat preistorie (paleoliticul - Epoca de fier), are un ecran de roci și fosile depune mărturie că diferitele animale găsite în Sicilia datează din Quaternar. Acesta este precedat de o zonă care prezintă caracteristicile geologice ale Mediteranei și a zonei munților Hyblaean. 
În sectorul B, dedicat coloniilor grecești din Sicilia din perioada Ionică și Dorică, este posibil să se analizeze dispunerea coloniilor grecești din Sicilia și orașele-mamă respective. De o importanță deosebită în camere:
* o statuie de "kouros" fără cap, care se găsește în Lentini și datează din secolul al V-lea î.Hr. 
* o "kourotrophos", o statuie de sex feminin fără cap care poartă doi gemeni, care se găsea în vechea colonie a Megara Iblea.
* statui votive ale lui Demeter și Kore și gorgon, întotdeauna din colonia Doriană din Megara Iblea.
* un cap de "kouros" găsit în Centuripe, în centrul Siciliei. 
În zona C, există artefacte ale coloniilor din Siracuza: Akrai (fondat în 664 î.Hr.), Kasmenai (644 î.Hr.), Camarina (598 î.Hr.) și Heloro, dar și alte mari orașe din Sicilia Gela și Agrigento. 
Sectorul D, situat la etajul superior și inaugurat în 2006, conține descoperiri din perioadele elenistică și romană. Acesta conține două dintre cele mai faimoase opere ale muzeului: sarcofagul Adelfia și Venus Anadyomene, cunoscut sub numele de Venus Landolina, din locul unde a fost găsit în orașul Siracuza în 1804 și descrise de savantul Bernabo Brea. La etajul inferior există o colecție numismatică printre cele mai importante din Sicilia.

## Villa Landolina
Aproape de vechea Villa Landolina, puteți vizita parcul cu descoperiri din epoca greacă și romană, cum ar fi un cimitir precreștin și mormântul poetului german August von Platen.

## Vezi și
- Siracuza

## Legături externe
- Site-ul Muzeului Arheologic Regional din Syracuse (în italiană și engleză)

1. ↑  catalogo.beniculturali.it
2. ↑  ISTAT 2018 survey on museums and similar institutions, 2020
3. ↑  ISTAT 2020 survey on museums and similar institutions, 2022